# Лемхин, Михаил Абрамович
Михаи́л Абра́мович Ле́мхин (11 февраля 1949, Ленинград, СССР — 28 апреля 2023, Сан-Франциско, Калифорния, США) — русский журналист, фотограф, критик и прозаик. Член Международной ассоциации искусствоведов (АИСА), Гильдии киноведов и кинокритиков России и «КиноСоюза».

## Биография
Михаил Лемхин родился 11 февраля 1949 года в городе Ленинграде. Его отец работает инженером, а мать — косметологом. В возрасте семи лет Лемхину подарили фотоаппарат. В 1961 году он опубликовал свои первые фотографии, а в 1964 году — свою первую статью в журнале «Советское фото». Окончил факультет журналистики Ленинградского государственного университета.
Служил в армии и работал в Бюро пропаганды советского киноискусства, а также в графическом комбинате Союза художников СССР. В 1983 году Лемхин эмигрировал в США вместе с семьёй. По его воспоминаниям, в 1960—1970-х годах в Ленинграде было «тошно жить». Умер 28 апреля 2023 года в городе Сан-Франциско.

## Отзывы
Рецензируя книгу «Joseph Brodsky. Leningrad» (1998), итальянский историк Джованни Леви на страницах газеты «Лос-Анджелес таймс» отметил, что фотографии Лемхина являются «вечно манящими приглашениями» к путешествию не только в «мир умозаключений, интерпретаций и фантазий», но и в «высокий мир поэзии Бродского и его предшественников».
Журналистка газеты «Коммерсантъ» Кира Долинина в своей статье, посвящённой открытию выставки в Строгановском дворце, назвала Михаила Лемхина «профессиональным фотографом со всех точек зрения». В частности, она отметила следующее:
Михаил Лемхин профессионален настолько, что, глядя на его фотографии, понимаешь: такой опыт и железным кайлом не выжжешь, это уже в крови. Каждый его снимок словно из учебника, из главы «Как надо снимать фотопортреты знаменитостей». Лицо крупно, фон размыт, светотени определённы, иногда очень фактурно может выглядеть рука, предпочтителен взгляд прямо в камеру — так объект выглядит значительнее… В принципе разумные рецепты, множество великих портретов снято именно так.Кира Долинина
Поэтесса Полина Барскова в интернет-издании «Сноб» отметила в фотопортретах Лемхина возможное влияние нидерландского художника Рембрандта.

## Общественная позиция
8 марта 2014 года Михаил Лемхин вместе с другими кинокритиками подписал письмо «Мы с вами!» в поддержку Украины. В 2018 году выступил в поддержку задержанного в России украинского режиссёра Олега Сенцова. 24 февраля 2022 года осудил военные действия России на территории Украины.

## Награды
- Диплом Гильдии киноведов и кинокритиков России (2013) — за книгу «Вернуться никуда нельзя. Разговоры о кино, фотографии, о живописи и театре» (2012)[9]